# BT Germany
Das Unternehmen BT Germany (vollständig: BT (Germany) GmbH & Co. oHG) ist ein Tochterunternehmen der britischen BT Group plc mit Sitz in München. BT Germany wurde 1995 gegründet und beschäftigt heute in Deutschland und Österreich rund 300 Mitarbeiter.

## Dienstleistungen
In Deutschland bietet BT Dienstleistungen hauptsächlich für große, international tätige Unternehmen an. Zu den Kunden zählen außerdem öffentliche Einrichtungen sowie andere Telekommunikationsunternehmen.
Die BT-Geschäftskundensparte Global konzentriert sich hauptsächlich auf Netzwerklösungen (WAN, SD-WAN, LAN) für die Vernetzung von Unternehmens-Standorten, Lösungen für Kommunikation und Zusammenarbeit (Unified Communications & Collaboration, Audio- und Video-Konferenzen), die Anbindung von Cloud-Computing-Lösungen sowie IT-Security. Zum Leistungsspektrum gehören auch Call-Center-Lösungen, Lösungen für das mobile Arbeiten, Business Continuity und IT-Beratung.
BT verfügt über ein Hochgeschwindigkeits-Netzwerk in Deutschland mit eigenen Stadtnetzen in vier Metropolen. Darüber hinaus bietet BT eine internationale Abdeckung in mehr als 190 Ländern. Diese wurden 2023 an Versatel verkauft.

## Niederlassungen
Das Unternehmen verfügt neben der Zentrale in München eine weitere Niederlassungen in Deutschland Eschborn (bei Frankfurt).

## Geschichte

Ehemaliges Logo

Die deutsche Landesgesellschaft von BT wurde 1995 unter dem Namen VIAG Interkom als Joint Venture der deutschen VIAG und der britischen BT Group gegründet. Eines der ersten und bekanntesten Produkte war das Mobilfunkangebot Genion, bei dem man mit dem Handy an einem definierten Ort – der „home zone“ – auch unter einer Festnetznummer erreichbar war. Im Jahr 2000 übernahm die BT Group das Unternehmen vollständig. Die Mobilfunksparte wurde 2002 abgespalten und an die Börse gebracht und ist heute unter dem Namen O2 bekannt. BT konzentrierte sich danach auf Kommunikationsdienstleistungen für Firmenkunden. Im Laufe der Jahre spezialisierte sich BT in Deutschland – wie auch in vielen anderen europäischen Ländern – auf große, international tätige Unternehmen (Multinational Corporations, MNC), die teilweise über mehrere Kontinente hinweg betreut werden. In Europa ist BT u. a. auch in Frankreich, Spanien, Italien, Belgien und den Niederlanden mit eigenen Niederlassungen aktiv.

## Tochterunternehmen
Seit 2005 ist BT in Österreich durch die BT Austria GmbH, mit Sitz in Wien, vertreten, die eine 100-prozentige Tochtergesellschaft von BT Germany ist. Das Tochterunternehmen BT Stemmer GmbH (in Olching bei München), ein Anbieter von IT-Dienstleistungen (wie z. B. IP-Telefonie, Aufbau von WLAN-Anlagen usw.), wurde 2018 an die Bechtle-Gruppe verkauft.